# Roland-Kaserne
Die Roland-Kaserne (zuvor Flak-Kaserne) war eine Garnison in Bremen, in der 1935 bis 1939 Wehrmachtseinheiten der Flakartillerie stationiert waren. Nach Ende des Zweiten Weltkriegs nutzte die United States Army von 1945 bis 1955 die Anlage. Sie diente zwischen 1948 und 1951 zudem als vorübergehendes DP-Lager für Auswanderer. 1956 bezogen Einheiten der Bundeswehr die Kaserne. Die Hauptnutzung erfolgte bis 2000 durch die Nachschubschule des Heeres. Benannt wurde die Anlage nach der Statue des Bremer Roland. 2001 nahm die International University Bremen ihren Betrieb hier auf. Seit 2022 heißt die Hochschule Constructor University.

## Militärische Nutzung

### Wehrmacht
Der NS-Staat benötigte während der Aufrüstung der Wehrmacht zusätzliche Unterkünfte zur Unterbringung der neuen Verbände und Einheiten. Für Bremen war die Stationierung eines Flakregiments geplant. Insgesamt bestand daher Bedarf an drei Kasernen für zwei Flak-Abteilungen und eine Flak-Scheinwerferabteilung. Die Verhandlungen mit der Stadt Bremen gestalteten sich jedoch schwierig. Angeboten wurde der Luftwaffe eine Fläche im Bremer Blockland in der Nähe des Rangierbahnhofs Bremen-Gröpelingen. Wegen der zu erwartenden hohen Kosten durch die notwendigen Gründungsarbeiten im Baugrund kam dies für die Wehrmacht nicht in Betracht. Daher vereinbarten die Verantwortlichen mit der damals noch eigenständigen preußischen Gemeinde Grohn den Erwerb von Flächen zur Errichtung einer Flak-Kaserne. Eine weitere Kaserne sollte in Lesum entstehen.
1936 wurde mit dem Bau der Kaserne begonnen, jedoch die Anlage erst 1938 vollendet. Am 5. April 1937 zogen bereits 1200 Wehrmachtsangehörige in die noch nicht vollständig fertiggestellte Kaserne ein. Es handelte sich um die 3. (schwere) und 7. (leichte) Batterie des Flakregiments 7 aus Wolfenbüttel, die nach Bremen zur Bildung der neuen Abteilung verlegt wurden. Zu den ersten hier stationierten Soldaten gehörte der spätere Bundeskanzler Helmut Schmidt. Zum 1. Januar 1938 entstand aus den beiden Batterien die I. (gemischte) Abteilung des Flakregiments 27. Zwei Batterien der Abteilung nahmen 1938 nach dem Münchner Abkommen an der Besetzung des so genannten Sudetenlandes teil. Am 15. November 1938 erhielt die Abteilung die neue Bezeichnung als I./Flakregiment 26. Zeitgleich erfolgte die Bildung des Stabs des Flakregiments 26 in der Kaserne. Am 24. August 1939 wurde die Abteilung mobilisiert und in Vorbereitung auf den Beginn des Überfalls auf Polen zur Sicherung an den Westwall verlegt.
Am 10. Mai 1940 wurde der Stab des Flakregiments 26 nach Ostfriesland verlegt und am 5. Februar 1941 zur Aufstellung der Flakbrigade VIII herangezogen. Bereits am 10. Februar 1941 kam es in der Kaserne in Bremen-Grohn zur erneuten Bildung des Stabes des Flakregiments 26 und der Flak-Gruppe Bremen-Nord. Dem Verband kam der Schutz verschiedener Objekte zu, darunter der Raffinerie Vacuum Oil, die Norddeutsche Hütte, der Werksflugplatz der Weser-Flugzeugbau, die Gebäude der Bremer Wollkämmerei, das Tanklager Farge und die Werft Bremer Vulkan, später auch der U-Boot-Bunker Valentin. Hierfür waren der Flak-Gruppe Bremen-Nord wechselnd Einheiten unterstellt, die in Stellungen im Bremer Raum disloziert waren. Mit der Einnahme Bremens am 26. April 1945 endete hier der Krieg und die Nutzung der Kaserne durch die Wehrmacht.

### US-Army

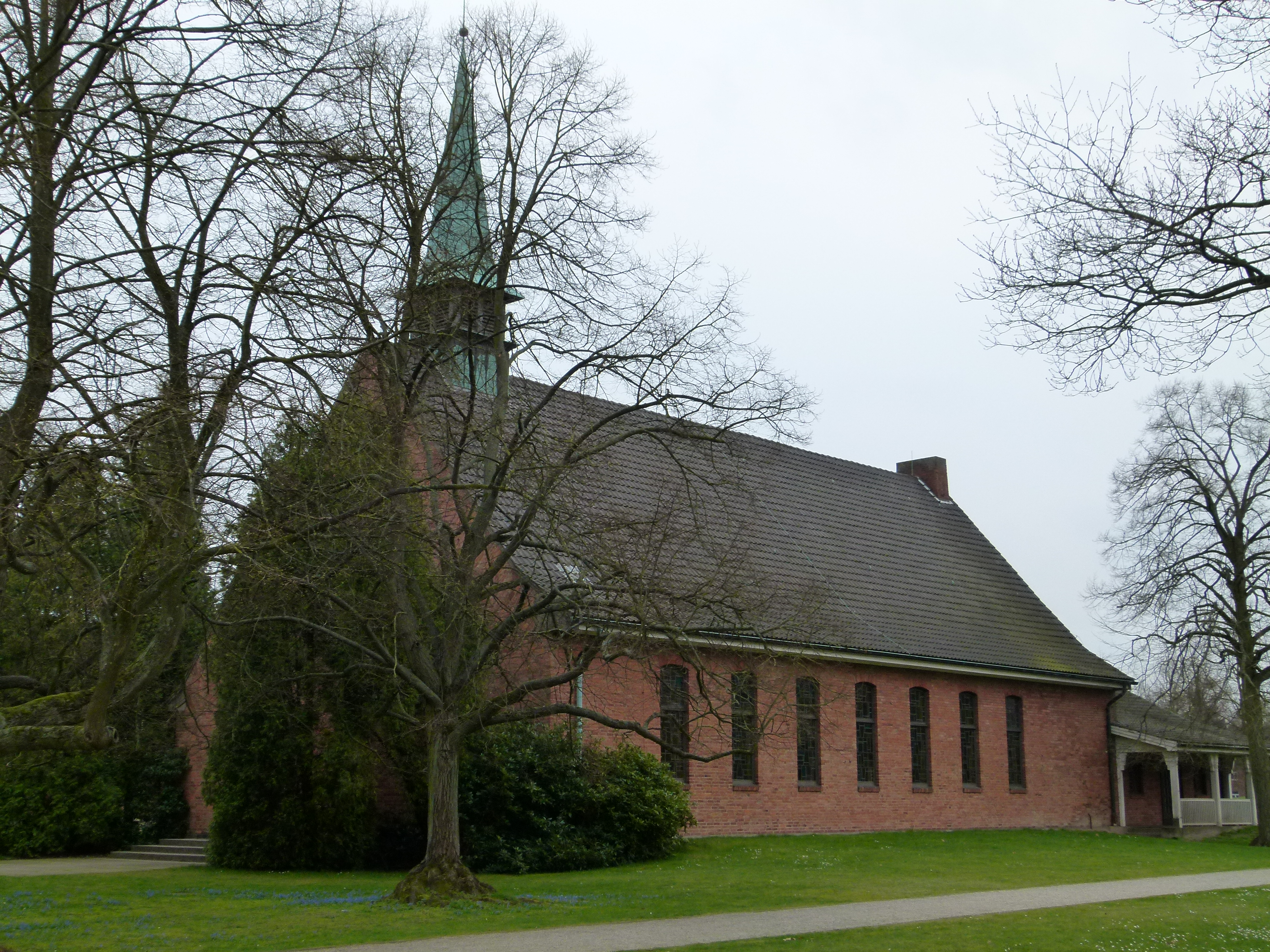
Von der US-Army errichtete Kapelle

Doch die britische Besatzung währte nicht lang. Da die US-Streitkräfte im Süden Deutschlands über den Seeweg versorgt werden mussten, fielen Bremen und Bremerhaven unter die Verwaltung der USA. Die 29th Infantry Division (reinforced) der US-Armee verlegte deshalb zwischen dem 7. und dem 21. Mai 1945 nach Bremen. Am 25. Mai 1945 übernahm die Division die Verantwortung für die Enklave Bremen. Das Hauptquartier der Division wurde in der früheren Flak-Kaserne eingerichtet, die nunmehr als Camp Grohn bezeichnet wurde. Ende November 1945 traf das 311th Infantry Regiment der 78th Infantry Division in der Enklave Bremen ein, um die 29th Infantry Division zum 1. Dezember 1945 abzulösen. Das Regiment zog in Camp Grohn ein. Die 29th Infantry Division verließ Bremen und Bremerhaven zwischen dem 18. Dezember 1945 und dem 3. Januar 1946. Die in der Kaserne verlaufenden 12 Straßenzüge wurden nach Soldaten des 311th Infantry Regiment benannt. Die Emigration von Displaced Persons von Bremen in die USA begann am 16. April 1946. Am 22. Mai 1946 wurde das 311th Infantry Regiment außer Dienst gestellt. Am 10. Oktober 1946 zog in Camp Grohn das 1st Battalion des 18th Infantry Regiment ein. Am 20. Oktober 1947 verlegte die C-Company des 382nd Military Police Service Battalion nach Camp Grohn. 1951 zog sie in die Funari Barracks, Mannheim, um. 1947 waren zudem in Camp Grohn die 558th Quartermaster Group, die 619th Quartermaster Company, die 596th Army Postal Unit und die 421st Band stationiert.
1947 errichtete die US-Armee für Militärgottesdienste in der Kaserne eine standardisierte Regimental Chapel der 29th Infantry Division.
Im Herbst 1947 schlug eine Arbeitsgruppe des Bremer Senats unter Christian Paulmann die Gründung einer internationalen Universität auf dem Kasernengelände vor. Am 16. Dezember 1948 erließ die Bremische Bürgerschaft ein Gründungsgesetz einer internationalen Universität. Das Vorhaben wurde jedoch aus finanziellen Gründen nicht umgesetzt.
Am 30. September 1948 wurde im Camp Grohn das Interzonal Embarkation Center eingerichtet. Das Auswandererlager verfügte über eine Kapazität von 3500 Plätzen. Aus vielen Lagern für Displaced Persons wurden in Bremen Menschen kurzfristig aufgenommen, um sie hauptsächlich per Schiff in die gewünschten Zielländer zu bringen. Die International Refugee Organization (IRO) übernahm das Lager am 30. September 1950. Es wurde noch bis in die zweite Jahreshälfte 1951 betrieben.
Zwischen Dezember 1951 und Januar 1955 befanden sich Teile der 307th Replacement Depot Group in Camp Grohn. Von Juli bis Dezember 1952 war aus Sonthofen das 320th Replacement Battalion nach Camp Grohn verlegt.

### Bundeswehr
Nach der Übernahme des Standortes durch die Bundeswehr 1955 erfolgten umfassende Renovierungsarbeiten in der Kaserne. Als im März 1956 der Aufstellungsbefehl für das Panzeraufklärungslehrbataillon und das Panzerjägerlehrbataillon in der Flak-Kaserne erging, die der in der Tirpitz-Kaserne in Gröpelingen zu bildenden Schule für die Panzeraufklärungs- und Panzerjägertruppe Bremen dienen sollten, waren die Bauarbeiten in dem Objekt noch nicht abgeschlossen. Am 15. Juni und am 1. Juli 1956 traten die ersten Rekruten ihren Dienst an. Im April 1958 wurden beide Bataillone aus der Kaserne abgezogen. Ab 1956 stellten in der Kaserne weitere Einheiten auf, die jedoch kurz nach ihrer Bildung an andere Standorte verlegt wurden. Erst im April 1959 kam mit dem Umzug der Quartiermeisterschule eine Dienststelle in die Kaserne, die hier mit ihren Nachfolgeeinrichtungen über Jahrzehnte stationiert bleiben sollte.
Folgende Stäbe, Verbände, Einheiten und Dienststellen der Bundeswehr waren in der Flak- und späteren Roland-Kaserne in Bremen stationiert:
| Einheit | Stationierung ab   | Herkunft | Stationierung bis  | Verbleib |
| --- | ------------------ | --- | ------------------ | --- |
| Evangelischer Standortpfarrer Bremen                                                                        | 1. Mai 1955        | neu aufgestellt | 31. August 1999    | aufgelöst |
| Panzeraufklärungslehrbataillon Bremen-Grohn                                                                 | 3. April 1956      | neu aufgestellt | 31. März 1958      | am 1. April 1958 in Panzeraufklärungsbataillon 7 umbenannt und nach Augustdorf, Generalfeldmarschall-Rommel-Kaserne, verlegt                                                                                   |
| Panzerjägerlehrbataillon 1                                                                                  | 1. Juli 1956       | neu aufgestellt | April 1958         | verlegt nach Munster, Hindenburg-Kaserne, und dort zum 1. April 1972 aufgelöst |
| Musikkorps II B                                                                                             | 2. Juli 1956       | neu aufgestellt | 15. September 1959 | in Heeresmusikkorps 11 umbenannt |
| I./Panzerartillerieregiment 3                                                                               | 2. Juli 1956       | neu aufgestellt | 1. April 1958      | verlegt nach Hamburg-Rahlstedt, Boehn-Kaserne sowie Umbenennung am 1. März 1959 in Panzerartilleriebataillon 31; weiterverlegt am 1. Juli 1959 nach Lüneburg, Scharnhorst-Kaserne                              |
| Panzerartillerieregiment 3                                                                                  | 1. August 1956     | neu aufgestellt | 20. Februar 1959   | verlegt nach Buxtehude, Estetal-Kaserne, dort umbenannt am 15. November 1959 in Artillerieregiment 3 |
| mittlere Feldzeuginstandsetzungskompanie 533                                                                | 3. September 1956  | neu aufgestellt | 3. Oktober 1956    | verlegt nach Delmenhorst, Boelcke-Kaserne; dort 1958 aufgelöst und in Feldzeugbataillon 524 eingegliedert |
| Nachschublehrbataillon 130 (ab 1971 nur teilaktiv)                                                          | 1. September 1957  | neu aufgestellt | 30. September 1972 | in Nachschubbataillon 130 (teilaktiv) umbenannt |
| Artilleriebeobachtungsbataillon 451                                                                         | 1. April 1958      | neu aufgestellt aus 1. Batterie, die nach Bildung zum 1. September 1957 in Idar-Oberstein, Hohl-Kaserne bzw. Truppenübungsplatz Munster nach Bremen-Grohn verlegt worden war | 16. März 1959      | verlegt nach Lippstadt, Lipperlandkaserne und zugleich in Beobachtungsbataillon 170 umbenannt |
| Artilleriebeobachtungsbataillon 452                                                                         | 1. April 1958      | neu aufgestellt aus 1. Batterie, die nach Bildung zum 1. September 1957 in Idar-Oberstein, Hohl-Kaserne bzw. Lager Stegskopf bei Daaden nach Bremen-Grohn verlegt worden war | 2. Februar 1959    | verlegt nach Münsingen, Neues Lager, und dort zum 16. März 1959 in Beobachtungsbataillon 371 umbenannt; am 4. Dezember 1959 Umzug nach Engstingen, Eberhard-Finckh-Kaserne, dort zum 30. April 1966 aufgelöst  |
| Artilleriebeobachtungsbataillon 453                                                                         | 1. April 1958      | neu aufgestellt aus 1. Batterie, die nach Bildung zum 1. September 1957 in Idar-Oberstein, Hohl-Kaserne bzw. Lager Stegskopf bei Daaden nach Bremen-Grohn verlegt worden war | 16. März 1959      | verlegt nach Koblenz, Boelcke-Kaserne, und zugleich in Beobachtungsbatterie 371 umbenannt; im Oktober 1959 Heranziehung zur Aufstellung des Beobachtungsbataillons 170                                         |
| Flugabwehrartilleriebataillon 484                                                                           | 1. April 1958      | neu aufgestellt | 27. Februar 1959   | ab 15. Dezember 1958 nach Rheine, Heeresflugplatz Rheine-Bentlage, verlegt, dort zum 16. März 1959 in Flugabwehrbataillon 180 und zum 1. Juli 1961 in Flugabwehrraketenbataillon 31 umbenannt                  |
| III./Panzerartillerieregiment 3                                                                             | 1. April 1958      | aus Teilen I./Panzerartillerieregiment 3 | 21. März 1959      | in Panzerartilleriebataillon 111 umbenannt |
| Panzerartilleriebataillon 111                                                                               | 21. März 1959      | aus III./Panzerartillerieregiment 3 | 30. Juni 1959      | in Feldartilleriebataillon 111 umbenannt |
| Quartiermeisterschule                                                                                       | April 1959         | verlegt nach Aufstellung zum 1. Juli 1956 in Andernach, Krahnenberg-Kaserne                                                                                                  | 1966               | in Schule der Technischen Truppe 2 umbenannt |
| mittlere Instandsetzungskompanie 11                                                                         | 1. April 1959      | neu aufgestellt | 15. Oktober 1960   | in 3./Versorgungsbataillon 316 umbenannt |
| Feldartilleriebataillon 111                                                                                 | 1. Juli 1959       | aus Panzerartilleriebataillon 111 | Juni 1960          | verlegt nach Oldenburg i. O., Hindenburg-Kaserne, zum 1. Juli 1961 in Panzerartilleriebataillon 111 umgegliedert, zum 1. Mai 1965 erneut umbenannt in Feldartilleriebataillon 111, zum 31. März 1993 aufgelöst |
| Nachschubkompanie 11                                                                                        | 1. September 1959  | neu aufgestellt |                    | verlegt nach Oldenburg i. O., dort zum 30. Mai 1973 in 3./Versorgungsbataillon 11 umbenannt |
| Heeresmusikkorps 11                                                                                         | 15. September 1959 | aus Musikkorps II B | Dezember 1993      | aufgelöst |
| 3./Versorgungsbataillon 316                                                                                 | 15. Oktober 1960   | aus mittlere Instandsetzungskompanie 11 | Oktober 1962       | verlegt nach Oldenburg i. O., Henning-von-Tresckow-Kaserne, dort am 16. Oktober 1966 in 3./Versorgungsbataillon 11 umbenannt                                                                                   |
| leichte Transportkompanie 172                                                                               | 2. Februar 1963    | neu aufgestellt | 30. April 1967     | in 2./Transportbataillon 170 umbenannt |
| Schule Technische Truppe 2 (mit Mobilmachungsvorbereitungsgruppe, Lehrgruppen A, B, D und Spezialstab)      | 1966               | aus Quartiermeisterschule | 1. Januar 1990     | in Nachschubschule des Heeres umbenannt |
| Zahnstation H 032/1                                                                                         | 1. Oktober 1968    | neu aufgestellt | 30. September 1972 | umbenannt in Zahnstation (Terr) H 216 |
| 2./Transportbataillon 170                                                                                   | 1. Mai 1967        | aus leichte Transportkompanie 172 | 30. Juni 1974      | aufgelöst; bisherige 5./Transportbataillon 170 wird 2./Nachschubbataillon 170 in Rheine-Gellendorf |
| Materialausstattung Sanitätsbereich 20/1                                                                    | 1. Juli 1972       | neu aufgestellt | 30. Juni 1997      | aufgelöst |
| Zahnstation (Terr) H 216                                                                                    | 30. September 1972 | aus Zahnstation H 032/1 | 31. März 1981      | umbenannt in Zahnarztgruppe 202/1 |
| Nachschubbataillon 130 (teilaktiv)                                                                          | 1. Oktober 1972    | aus Nachschublehrbataillon 130 (teilaktiv) | 30. September 1973 | aufgelöst; ging im Versorgungsbataillon 3 auf |
| Katholischer Standortpfarrer Bremen                                                                         | 1. Juli 1975       | neu aufgestellt | 31. Oktober 1999   | aufgelöst |
| 4./Nachschubbataillon 3                                                                                     | 1. Oktober 1975    | neu aufgestellt |                    | Ende der 1980er Jahre verlegt in die Lettow-Vorbeck-Kaserne in Bremen, dort zum 31. März 1994 aufgelöst |
| Feldausbildungskompanie 8115 (Geräteeinheit)                                                                | 1. Januar 1979     | neu aufgestellt | 30. September 1996 | aufgelöst |
| Zahnarztgruppe 202/1                                                                                        | 31. März 1981      | aus Zahnstation (Terr) H 216 | 30. Juni 2000      | aufgelöst |
| Truppenarzt Bremen                                                                                          | 1. April 1984      | neu aufgestellt | 31. März 2000      | aufgelöst |
| Nachschubschule des Heeres (ab 1. Februar 1990 bis 30. Juni 1994: mit Mobilmachungsvorbereitungsgruppe)     | 1. Januar 1990     | aus Schule Technische Truppe 2 | 1999               | verlegt nach Osterholz-Scharmbeck, Lucius-D.-Clay-Kaserne, dort zum 1. Oktober 2006 in Logistikschule der Bundeswehr umbenannt                                                                                 |
| Feldausbildungsregiment 80 (Geräteeinheit)                                                                  |                    | neu aufgestellt |                    | aufgelöst |
| Feldausbildungsbataillon 801 (Geräteeinheit) mit Feldausbildungskompanien 8011 bis 8014 als Geräteeinheiten |                    | neu aufgestellt |                    | aufgelöst |
| Feldausbildungsbataillon 802 (Geräteeinheit) mit Feldausbildungskompanien 8021 bis 8025 als Geräteeinheiten |                    | neu aufgestellt |                    | aufgelöst |
| Feldausbildungsbataillon 803 (Geräteeinheit) mit Feldausbildungskompanien 8031 bis 8035 als Geräteeinheiten |                    | neu aufgestellt |                    | aufgelöst |
| Feldausbildungsbataillon 804 (Geräteeinheit) mit Feldausbildungskompanien 8041 bis 8044 als Geräteeinheiten |                    | neu aufgestellt |                    | aufgelöst |
| Zahnarztgruppe 8000 (Geräteeinheit)                                                                         |                    | neu aufgestellt |                    | aufgelöst |
| Standortfernmeldeanlage 212/103                                                                             |                    | neu aufgestellt |                    | aufgelöst |

Bereits Ende der 1960er Jahre beabsichtigte der Bund die Erweiterung der Kaserne. Hierfür sollte der Bömers Park in Anspruch genommen werden. Dem Bund gehörte bereits die Hälfte des Areals. Der andere Teil befand sich im Eigentum der Stadtgemeinde. Seit Beginn der 1980er Jahre bemühte sich Bremen um den Erwerb des Grundstücksteils vom Bund. 1986 planten der Bund und die Hansestadt eine Süderweiterung, dem die Sportanlage Oeversberg zum Opfer gefallen wäre. Aufgrund von Anwohnerprotesten wurde diese Lösung 1987 wieder aufgegeben. Noch 1990 verfolgte der Bund die Vergrößerung des Standortes weiter: auf rund vier Hektar zusätzlicher Fläche im Nordosten der Kaserne sollten insbesondere ein Stabs- und Lehrzentrum, Stätten für die Kfz-Ausbildung und eine Hindernisbahn entstehen. Dieses Vorhaben stieß erneut auf Ablehnung vor Ort.
Durch das Ende des Kalten Krieges, dem Abzug von NATO-Truppen und der erforderlichen Verringerung der Stärke der Bundeswehr infolge des Zwei-plus-Vier-Vertrages änderten sich die Pläne des Bundes. Am 1. Oktober 1992 übergab die US-Armee die Lucius D. Clay-Kaserne in Garlstedt an die Bundeswehr. Damit stand ein 140 Hektar großes Areal für die Nutzung durch die Nachschubschule zur Verfügung. Für den Umzug waren jedoch in der Garlstedter Garnison Umbauten erforderlich. Die ursprünglich für das dritte Quartal 1994 vorgesehene Verlegung verzögerte sich erheblich. Die 1999 begonnene Verlagerung der Nachschubschule konnte erst im Dezember 2000 abgeschlossen werden. Das 21,6 Hektar große Grundstück wurde vom Bund im Dezember 1999 bei einem Verkehrswert von 33,6 Millionen DM mit einem Preisnachlass von 50 Prozent an die Bremen International University GmbH verkauft, die sich verpflichtete, die Liegenschaft für mindestens 20 Jahre für eine Hochschuleinrichtung zu nutzen. Das Eigentum ging am 1. Februar 2000 über. Bis Mitte 2001 konnte die Bundeswehr noch ein 6 Hektar großes Teilgrundstück nutzen, da die Bauarbeiten im neuen Standort der Nachschubschule immer noch nicht abgeschlossen waren. Da Bremen den Aufbau der privaten Universität mit 230 Millionen DM mitfinanzierte, erhielt die Hansestadt für die Dauer von 99 Jahren Sicherungsrechte an dem Grundstück.

## Konversion zur Universität und zum Science Park
Bereits im März 1994 wurde das Gelände als Hochschulstandort vorgeschlagen, um die Ausdehnung der Universität Bremen im Blockland zu vermeiden. Das Bauamt Bremen-Nord legte im April 1994 ein Zielkonzept vor, das im Norden Gewerbeflächen auf etwa 5,4 Hektar Fläche, im Mittelbereich Dienstleistungsbetriebe auf ca. 6,1 Hektar sowie im Süden und Osten einen Schwerpunkt Wohnen auf 16,5 Hektar vorsah. Der Senator für Wirtschaft, Technologie und Außenhandel beauftragte hierzu ein architektonisches Konzept. Der Senator für Finanzen erklärte, dass ein Erwerb der Fläche durch die Stadtgemeinde Bremen ausgeschlossen sei. Entsprechend wurde auf die Ausweisung eines Entwicklungs- und Sanierungsgebiets verzichtet und eine privatwirtschaftliche Lösung zur Umnutzung des Geländes angestrebt. Mit Mitteln aus dem Investitionsprogramm wurde 1994 die Bremische Gesellschaft für Stadtentwicklung und Wohnungsbau beauftragt, weitere Grundlagen mit Bestandsaufnahme und -bewertung für mögliche Nutzungen zu erarbeiten, einen Arbeitskreis mit allen Beteiligten zu bilden und einen Workshop mit der interessierten Öffentlichkeit zu organisieren, der im November 1995 stattfand. Entwickelt wurden Ideen zu einem „Quartier an der Lesum“.
Im Juli 1996 erwog der Senator für Wirtschaft, Mittelstand, Technologie und Europaangelegenheiten die Verlagerung der Hochschule Bremen in das freiwerdende Kasernenareal. Im Gespräch war zudem die Gründung einer privaten Universität als Tochtergesellschaft der Hochschule auf dem Kasernenareal. Diese Pläne wurden zunächst vom Bremer Senat unterstützt. Der Bremer Senat beauftragte im November 1996 ein Gutachten zu drei Modellen der zivilen Nachnutzung der Kaserne. Ein Modell sah die Verlagerung der Hochschule Bremen vor, ein weiteres die Stärkung der Zusammenarbeit zwischen Hochschule und Universität Bremen sowie die Gründung eines Gewerbe- und Dienstleistungsparks. Im März 1997 wurde durch die Hochschule Bremen eine Denkschrift „Dimensionen und Ziele der Verlagerung und Umgründung der Hochschule Bremen“ vorgelegt und der Fachbereich Architektur befasste sich mit dem Projekt „Hochschule Bremen – Am Standort der Kaserne Grohn“. Das im Oktober 1997 vorgelegte Gutachten empfahl die Kombination aller Modelle in einem „Science Park“ oder eine Lösung ohne Verlagerung der Hochschule Bremen als „Technopolis“. Die erstgenannte Variante versprach dabei die höchsten Beschäftigungseffekte mit 2980 zusätzlichen oder gesicherten Arbeitsplätzen. 1997 entstand Interesse einer texanischen Universität am Standort. Der Senat entschloss sich am 16. Dezember 1997 zur Intensivierung der Gespräche mit diesem potenziellen Investor. Im Februar 1998 war eine Doppelnutzung durch die Hochschule Bremen und durch eine private Universität im Bremer Senat in der Diskussion. Die Rice-University warb Mitte 1998 für die Ansiedlung auf dem Kasernengelände. Die Universität aus Houston beteiligte sich 1999 an dem Projekt der International University Bremen. Am 29. September 1998 entschloss sich der Bremische Senat zur Unterstützung der Gründung einer privaten internationalen Universität als Hauptnutzer für den neuen Wissenschaftsstandort Bremen-Grohn und Bereitstellung finanzieller Mittel für die Anfangsinvestitionen, zum Erwerb der Kaserne vom Bund und zur Einleitung bauplanungsrechtlicher Verfahren. Gleichzeitig nahm der Senat von einer Umsiedlung der Hochschule Bremen Abstand.

### Universitätsstandort

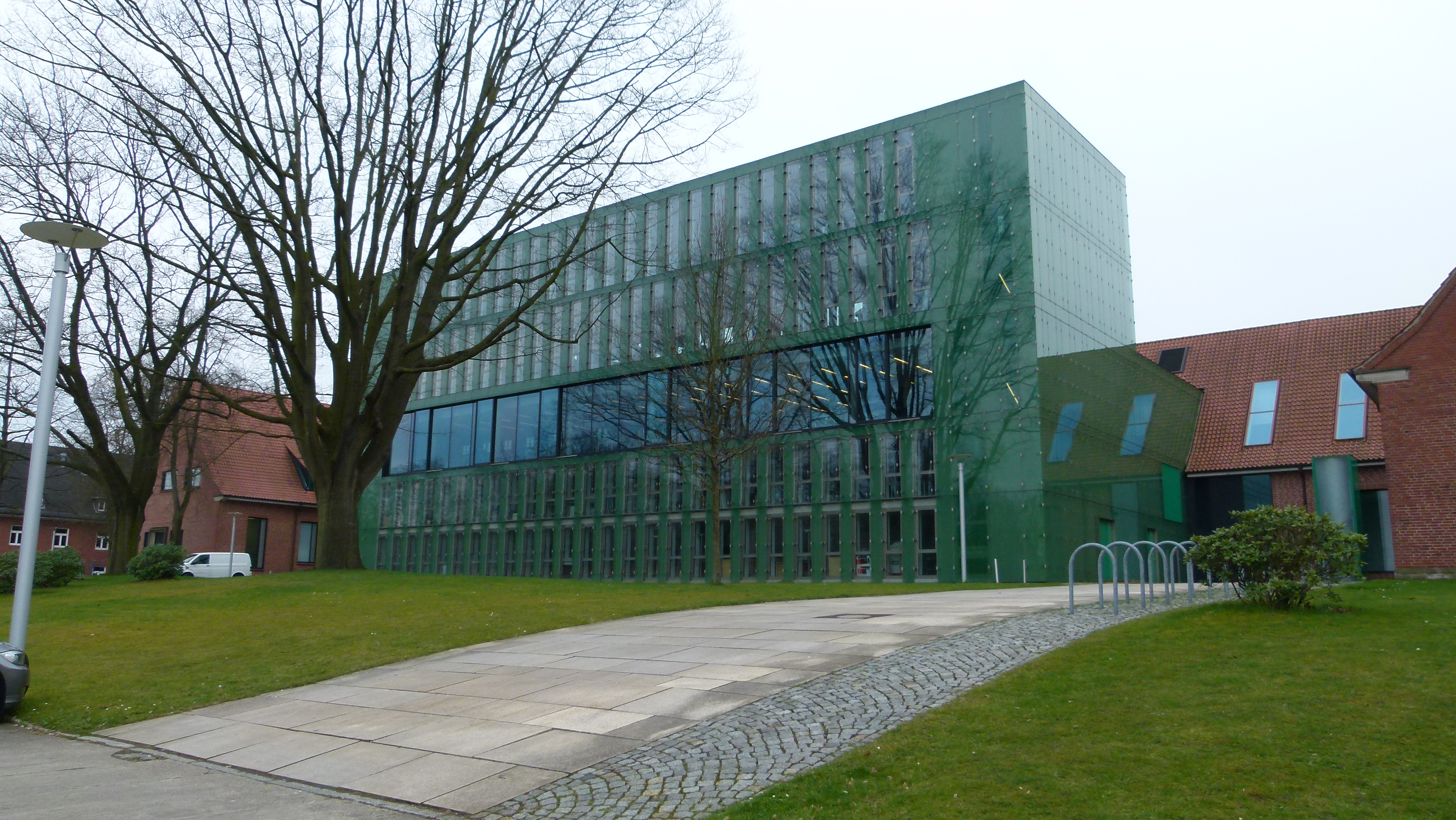
Für die Universität umgenutztes und erweitertes ehemaliges Kasernengebäude

Am 14. Januar 1999 fasste Bremen den Aufstellungsbeschluss des Bebauungsplans Nr. 1219 für ein Gebiet in Bremen-Vegesack und Bremen-Burglesum zwischen Campus Ring, Friedhof Grohn, Bömers Park, Mahlstedtstraße, Finkenschlag, Friedrich-Humbert-Straße und Bruno-Bürgel-Straße. Gegenstand war die Ausweisung eines Sondergebiets Universität im Hauptteil der Kaserne. Nach längerem Ruhen des Verfahrens beschloss der Senat am 16. Oktober 2007 und die Bürgerschaft am 29. Oktober 2007 über den Planentwurf. Die Bekanntmachung im Amtsblatt fand am 29. Oktober 2007 statt.
Im Februar 1999 wurde die International University Bremen GmbH gegründet. Am 29. September 1999 wurde die Hochschule erstmals staatlich anerkannt, am 22. Dezember 1999 der Kaufvertrag über das Grundstück unterzeichnet. Bereits am 14. Juni 1999 bemühte sich das Land Bremen um Aufnahme der Einrichtung in das Hochschulbauförderungsgesetz, um eine Mitfinanzierung von Hochschulbauten durch den Bund zu sichern. Dies wurde mit der 31. Verordnung zur Ergänzung der Anlage zum Hochschulbauförderungsgesetz vollzogen.
Zwischen 2000 und 2008 fanden zur Unterbringung der Internationalen Universität Bremen umfassende Umbauarbeiten an der ehemaligen Kasernenanlage statt. Es wurden 80 Millionen Euro investiert. Errichtet wurden insbesondere 2002 ein Wohngebäude „Alfried Krupp College“, 2003 ein Wohnheim „College 3“, 2004 ein Campus-Center sowie zwei Laborgebäude. Hinzu kamen 2009 der Gebäudekomplex „College Nordmetall“ mit 265 Wohneinheiten und 2012 das Sports and Convention Center.
Im September 2001 startete der Lehrbetrieb mit 131 Studierenden. Doch bereits 2002 zeigten sich Probleme bei der Hochschulfinanzierung, die sich bis 2006 summierten. Die Jacobs Foundation spendete 200 Millionen Euro für den Erhalt der Hochschule, die 2007 bereits 102 Professoren und 104 wissenschaftliche Mitarbeiter beschäftigte sowie etwa 1000 eingeschriebene Studierende hatte.
Die Aufstellung einer 1. Änderung des Bebauungsplans Nr. 1219 wurde durch die Hansestadt Bremen am 3. Dezember 2015 zwar beschlossen, jedoch nach öffentlicher Auslegung Anfang 2016 und Bericht der Deputation vom 10. März 2016 bisher nicht weiter verfolgt.
Die Finanzierung der Universität gestaltete sich trotz der Zuschüsse der Jacobs Foundation und des Landes Bremen schwierig. Im Juni 2020 wurde bekannt, dass Bremen zu keiner weiteren Unterstützung der Hochschule aus öffentlichen Mitteln bereit sei. Die Jacobs Foundation zog sich im Juli 2020 ebenfalls aus der Finanzierung zurück. Bremen übernahm daraufhin kurzfristig die Mehrheitsanteile an der Universität und veräußerte sie Ende 2021 an die Schaffhausen Institute of Technology Genossenschaft. Das Grundstück fiel an das Land Bremen, belastet mit einem 99-jährigen Erbbaurecht zugunsten der Hochschule. Im November 2022 erhielt die Hochschule den neuen Namen „Constructor University“.

### Science Park
Mit Beschluss vom 8. Juni 2006 wurde der Bebauungsplan Nr. 1299 „Bremen-Vegesack zwischen Steingutstraße, Friedhof Grohn, Jacobs University Bremen, Bruno-Bürgel-Straße“ der Stadtgemeinde Hansestadt Bremen für ein Gebiet von etwa 5,9 Hektar Größe mit dem 4 Hektar umfassenden nördlichen Teil des ehemaligen Kasernengeländes aufgestellt. Ziel war die Umsetzung eines „Science Park“. Der Entwurf des Bebauungsplans wurde vom Bremischen Senat am 15. Januar 2008 und von der Stadtbürgerschaft am 19. Februar 2008 verabschiedet. Der Plan wurde im Amtsblatt am 6. März 2008 bekanntgemacht. Er weist im Wesentlichen ein Sondergebiet „Technologiepark Universität“ für die Ansiedlung von wissenschafts- und technologieorientierten Betrieben sowie von nicht störenden Produktions- und Dienstleistungsunternehmen mit einem Produkt- und Leistungsschwerpunkt im Bereich Forschung und Entwicklung aus. Darüber hinaus sind Straßenverkehrsflächen, Stellplätze für Kraftfahrzeuge und ein Grünzug mit Fußweg in Nord-Süd-Richtung vorgesehen.
Im Zuge der Umsetzung der Bebauungsplanung tauschte 2009 die Stadtgemeinde Bremen ein 3,9 Hektar großes Grundstück nördlich der Jacobs-Universität mit einer ihr im Süden gehörenden Fläche der Bezirkssportanlage Oeversberg. Es folgten Abriss- und Erschließungsarbeiten. Die dadurch entstandenen Gewerbeflächen von insgesamt 27.500 Quadratmetern waren im Umfang von 7600 Quadratmetern für eine befristete Freilandversuchs- und Forschungsanlage zur Mikroalgenproduktion vorgesehen. Für 16.000 Quadratmeter wurde der Jacobs-Universität ein Erbbaurecht eingeräumt; eine Bebauung erfolgte jedoch nicht. Weitere 4200 Quadratmeter wurden 2015 an einen Investor verkauft. Hierfür wurde eine Anpassung der Festsetzungen des Bebauungsplans durch eine erste Änderung notwendig. Diese wurde mit Beschluss vom 3. Dezember 2015 aufgestellt und der Entwurf durch Senat und Stadtbürgerschaft im April 2016 beschlossen. Die Veröffentlichung im Amtsblatt erfolgte am 3. Mai 2016.
Da es zu einer Ansiedlung von Forschungsunternehmen im „Science Park“ im gewünschten Umfang nicht kam, entschloss sich Bremen am 19. April 2018 zur Aufstellung einer weiteren Änderung des Bebauungsplans. Gegenstand war nunmehr die Erweiterung des Campus der Jacobs-Universität durch Ausweisung eines „Sondergebietes Universität“ mit der Zulässigkeit von universitären Anlagen zur Lehre und Forschung sowie der Möglichkeit zur Errichtung studentischer Wohnprojekte. Zu einer abschließenden Entscheidung über diese 2. Änderung kam es bisher nicht. Im Falle einer Umsetzung drohte ein Rückzahlungsanspruch des Bundes von Fördermitteln zur Verbesserung der regionalen Wirtschaftsstruktur.